# Heinrich Hecht (Politiker)
Heinrich Hecht (* 12. August 1866 in Teterow; † 5. Februar 1935 in Güstrow) war ein deutscher Politiker (DNVP).

## Leben
Hecht war Lehrer in Waren, Malchin, Dargun und seit 1891 in Güstrow. Dort war er seit 1904 auch Mitglied im Bürgerausschuss sowie Vorsitzender des Bienenzuchtvereins. 1919 gehörte er dem Verfassunggebenden Landtag von Mecklenburg-Schwerin an.